# Pilotta-palota
A Pilotta-palota (Palazzo della Pilotta), egyszerűen Pilotta, egy hatalmas épületegyüttes Parma történelmi központjában, a Piazzale della Pace és a Lungoparma között. A név a baszk pelota játékból ered, amelyet spanyol katonák játszottak a Guazzatoio udvarában, eredetileg pelotának hívták.
Jelenleg a Nemzeti Régészeti Múzeumnak, a Nemzeti Galériának, a Farnese Színháznak, a Palatina Könyvtárnak és a Bodoni Múzeumnak ad otthont. 2016-ban a komplexumot 89 478 látogató kereste fel.
A komplexum a Kulturális Örökség és Tevékenységek Minisztériumának tulajdonában van, amely 2016 óta a különleges autonómiával rendelkező múzeumi intézmények közé sorolta. A helyszínen található színház, könyvtár és múzeumok mellett 2024. június 1-jétől a San Giovanni ókori fűszerboltja, a Torrechiara-kastély, valamint a Lugagnanói Régészeti Park és a veleiai Antikvárium is a Pilotta tulajdonába került.

## Története

### Az Ottavio-folyosó
Az Ottavio Farnese hercegségének utolsó éveiben, 1580 körül emelt épület a Corridore, egy hosszú, egyenes, pilléreken nyugvó ág körül alakult ki, amely a "Rocchetta Viscontea"-t (ennek nyomai a Lungoparmán is láthatók) kötötte össze a Palazzo Ducaléval, amely akkoriban csak az udvar ideiglenesen lakott házcsoportja volt, és a jelenlegi üres Piazzale della Pacén helyezkedett el. A hercegi palotát részben elpusztította egy 1944 májusi légitámadás, a Reinach színházzal és a Pilotta egyes részeivel együtt, majd a háború után lebontották. Az alkotásokban dokumentált egyetlen művész a toszkán Giovanni Boscoli, de ennek ellenére valószínű, hogy a tervet a herceg közeli barátja, Francesco Paciotto hadiépítész készítette, akit 1580-ban visszahívott Parmába.

### . Ranuccio Farnese Pilottája
A Simone Moschinóra bízott építkezést I. Ranuccio Farnese gondolta el 1602-ben, de 1611-ben blokád alá került, így az a mai napig hiányos állapotban maradt.
A jelenlegi Piazza Ghiaia felé néző homlokzatot soha nem építették meg, és a domonkosokhoz tartozó, az első udvarba beékelt Szent Péter vértanú-templomot egészen a közelmúltig nem bontották le.

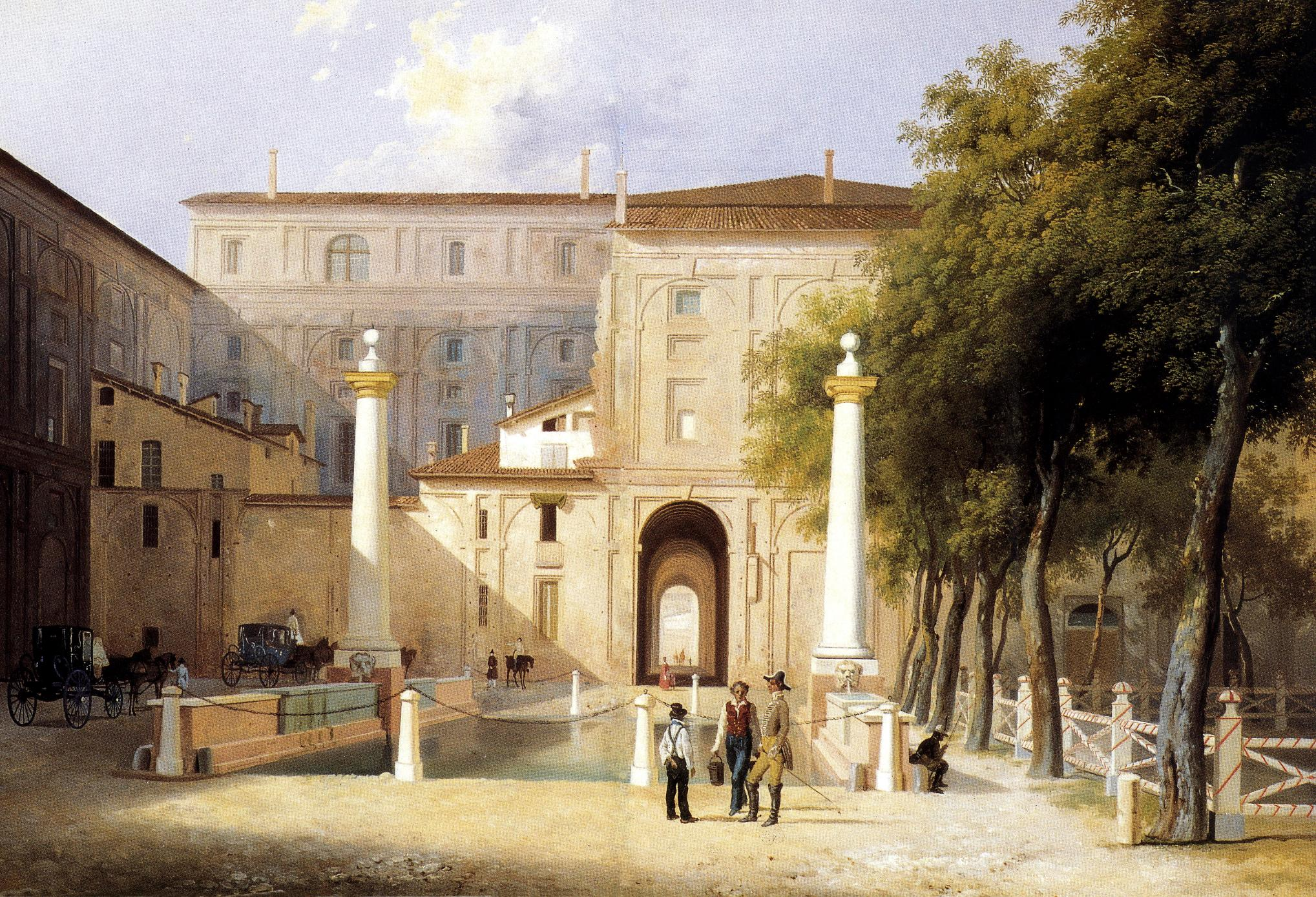
Luigi Marchesi, Kilátás a Guazzatoio udvarra (1846). Pitti-palota, Modern Művészetek Galériája

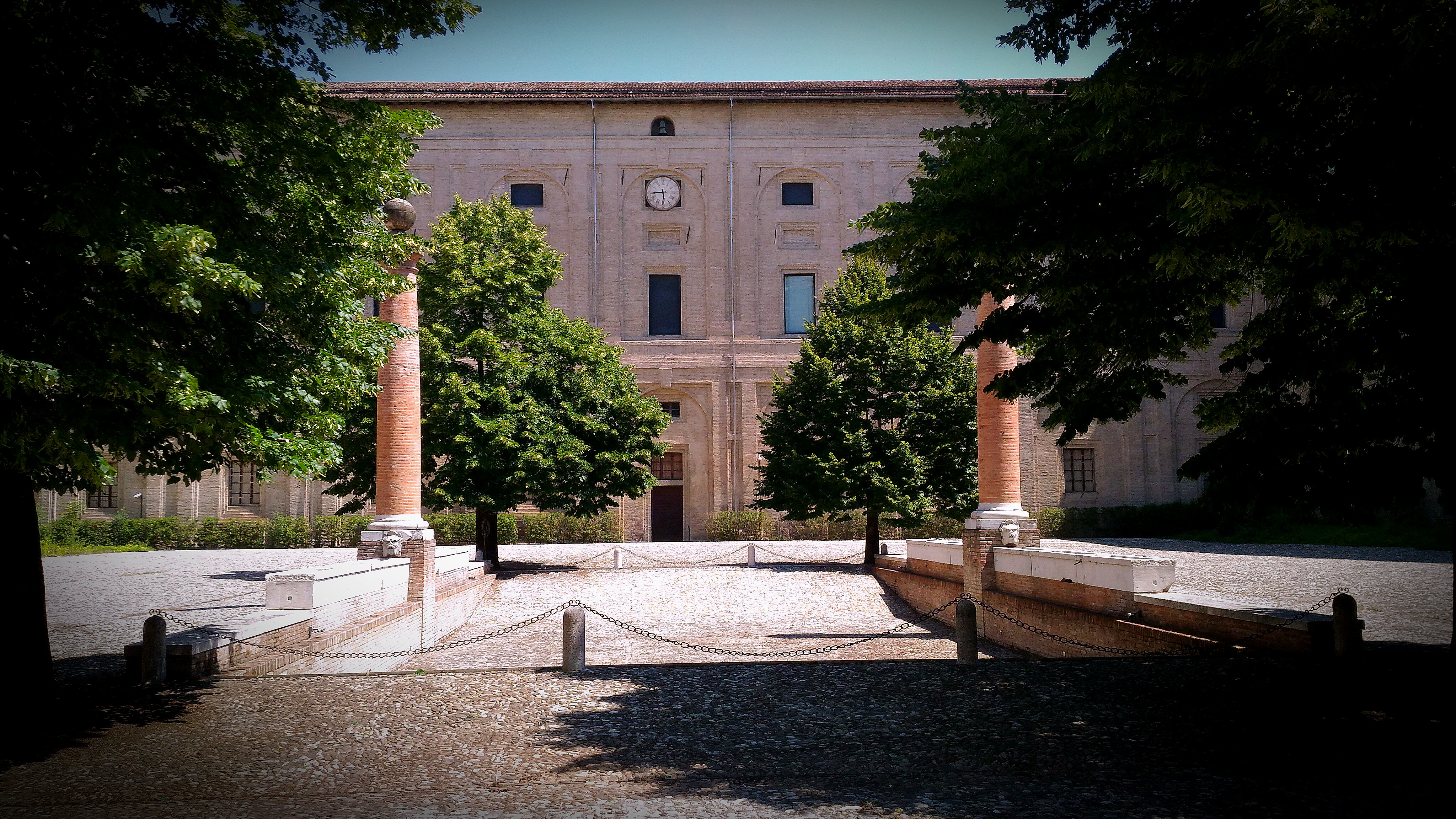
A guazzatoio udvara manapság

Az épületegyüttes így három udvarrá fejlődott, amelyeket rendre San Pietro Martirénak (ma Pilotta udvarként ismert), Guazzatoiónak (eredetileg "della pelota" néven ismert) és Rocchettának neveztek. A Pilottának egy hatalmas csarnoknak kellett volna helyet adnia (amelyet hamarosan Farnese Színházzá alakítottak át), egy nagy istállónak, a lovászlegények szállóinak, a lovardának, az öszvéristállóknak, a kocsiszínnek, a ruhatárnak, az Akadémia termének és egy sor galériának, amelyek a nagy udvarokat határolták. Ez az épületegyüttes a tényleges rezidencia, azaz a hercegi palota melletti összes szolgáltatást tartalmazta.

### A Farnesék után
A Farnese-család kihalásával ennek a grandiózus épületnek a pompája is véget ért: csak I. Fülöp Bourbonnal élte meg az épület részleges újjászületését, amely a mai napig tart.
A tizenkilencedik század második felében épült a Reinach Színház az egykori San Pietro Martire-templom helyén, és 1871-ben avatták fel. 1939-ben Teatro Paganinire változtatta a nevét; 1944 májusában egy szövetséges légitámadás során szinte teljesen megsemmisült a Pilotta épület egyes részeivel együtt, majd lebontották. A régi hercegi palota is súlyosan megrongálódott, majd lebontották.
1986 és 2001 között, egy hosszú és vitatott tervezési fázis után, a Piazzale della Pace újjáépítése a svájci építész, Mario Botta tervei alapján készült el, beleértve a nagy kertet és a szökőkutat, amely az egykori San Pietro-templom kerületét követi.

A Pilotta átalakulása az idők során

## Ma
A jelenlegi épületben található:
- Parmai Nemzeti Régészeti Múzeum
- Paolo Toschi Művészeti Intézet
- Palatinus Könyvtár
- Bodoni Múzeum
- Farnese Színház
- Parmai Nemzeti Galéria .

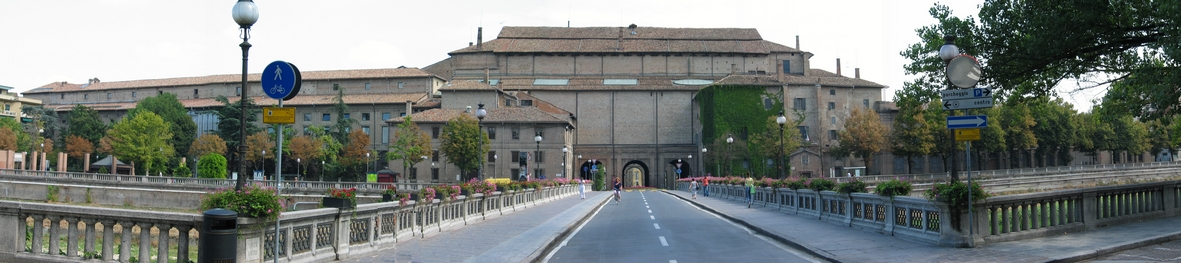
Panorámás kilátás a Verdi híd végéből (bejárat a Dózse Parkba)

Az épület külsején a következők említésre méltóak:
- A Garibaldi utcában található Glauco Lombardi Múzeum, amely főként Mária Lujza korabeli műalkotásokat őriz
- Giuseppe Verdi emlékműve
- A partizán emlékműve
- Piazzale della Pace : egy nagy füves terület Parma szívében, népszerű találkozóhely.

## Képgaléria

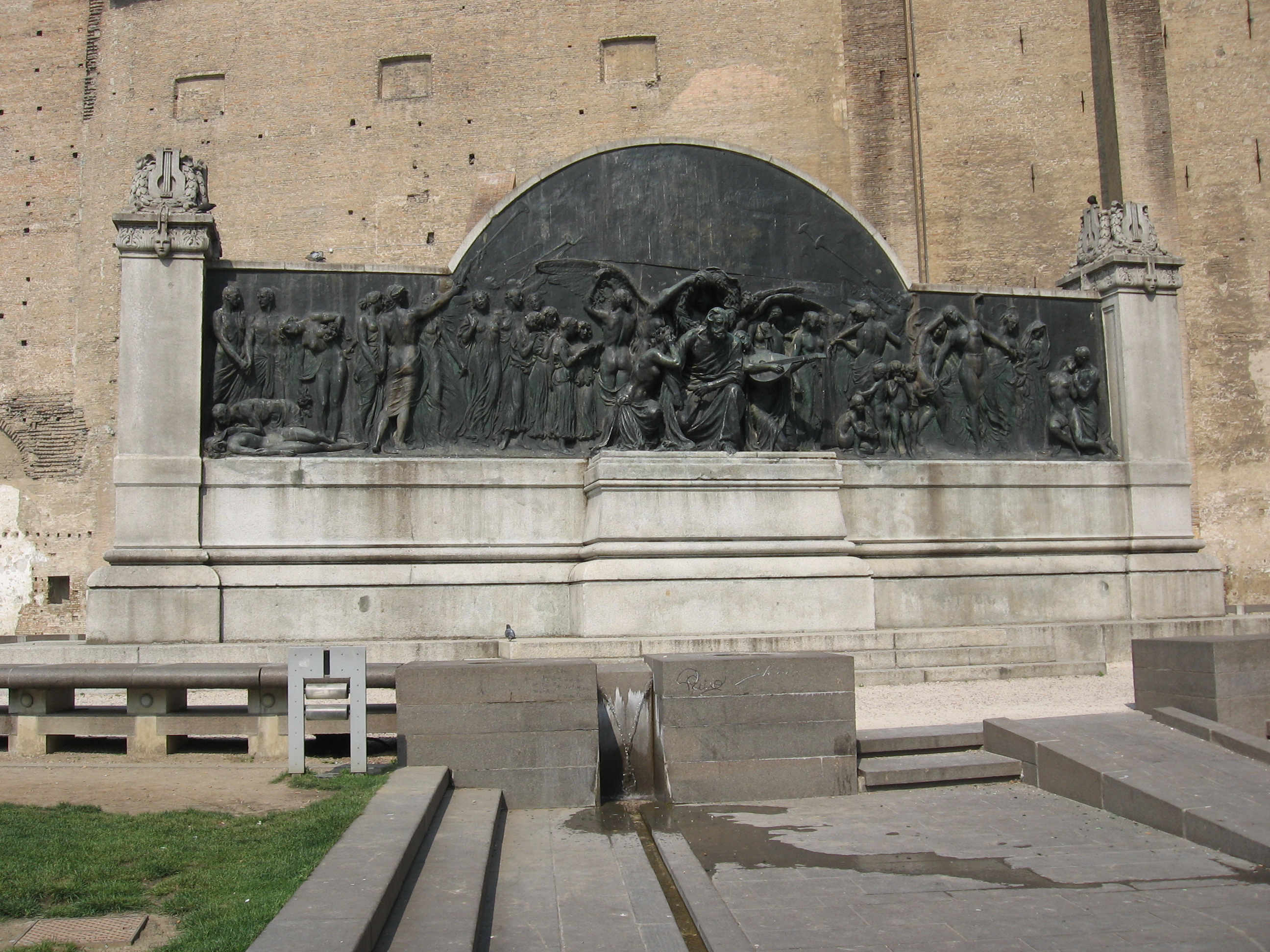
Giuseppe Verdi emlékműve
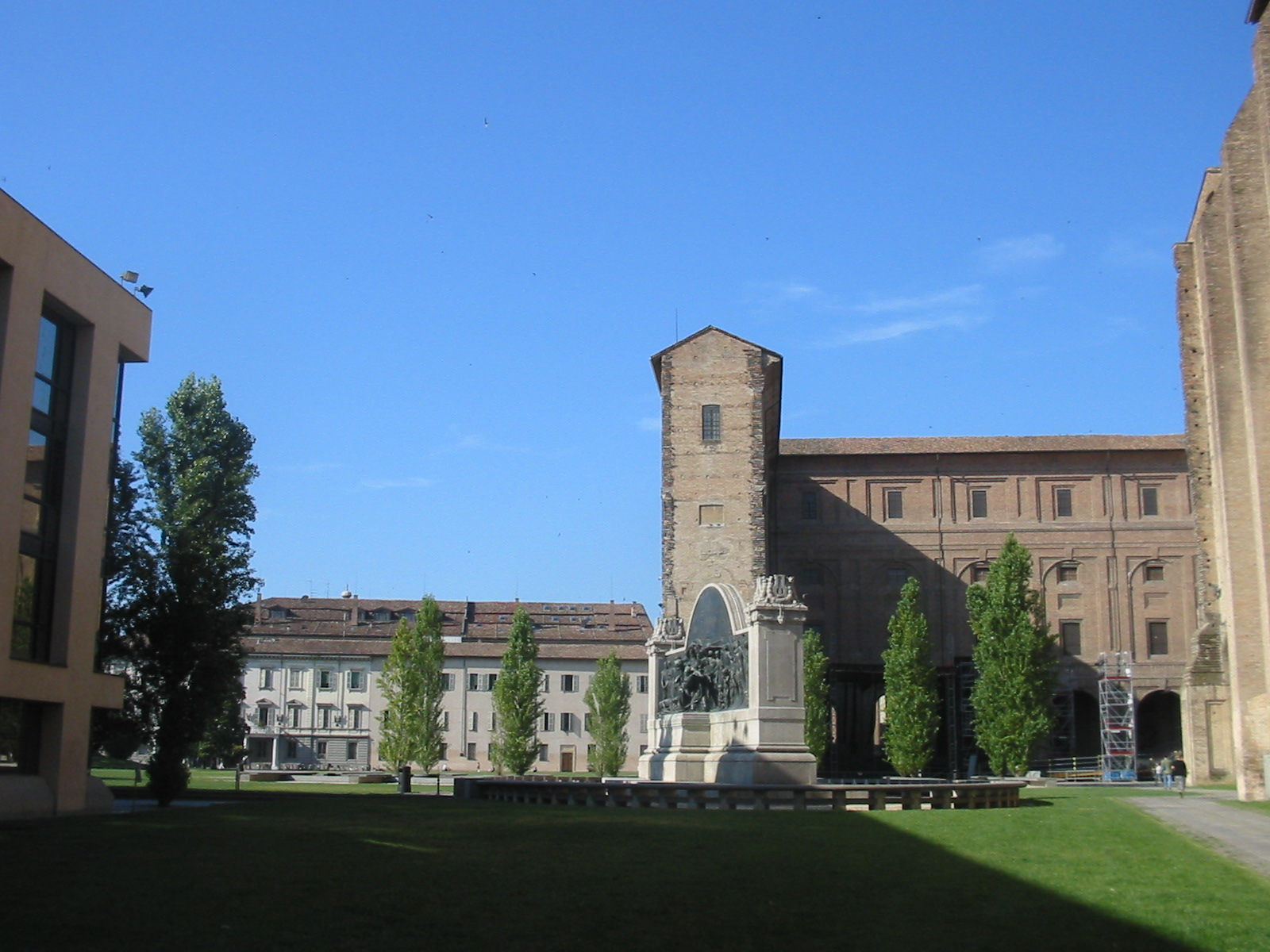
A Pilotta udvara, a háttérben a Tartományi Palotával
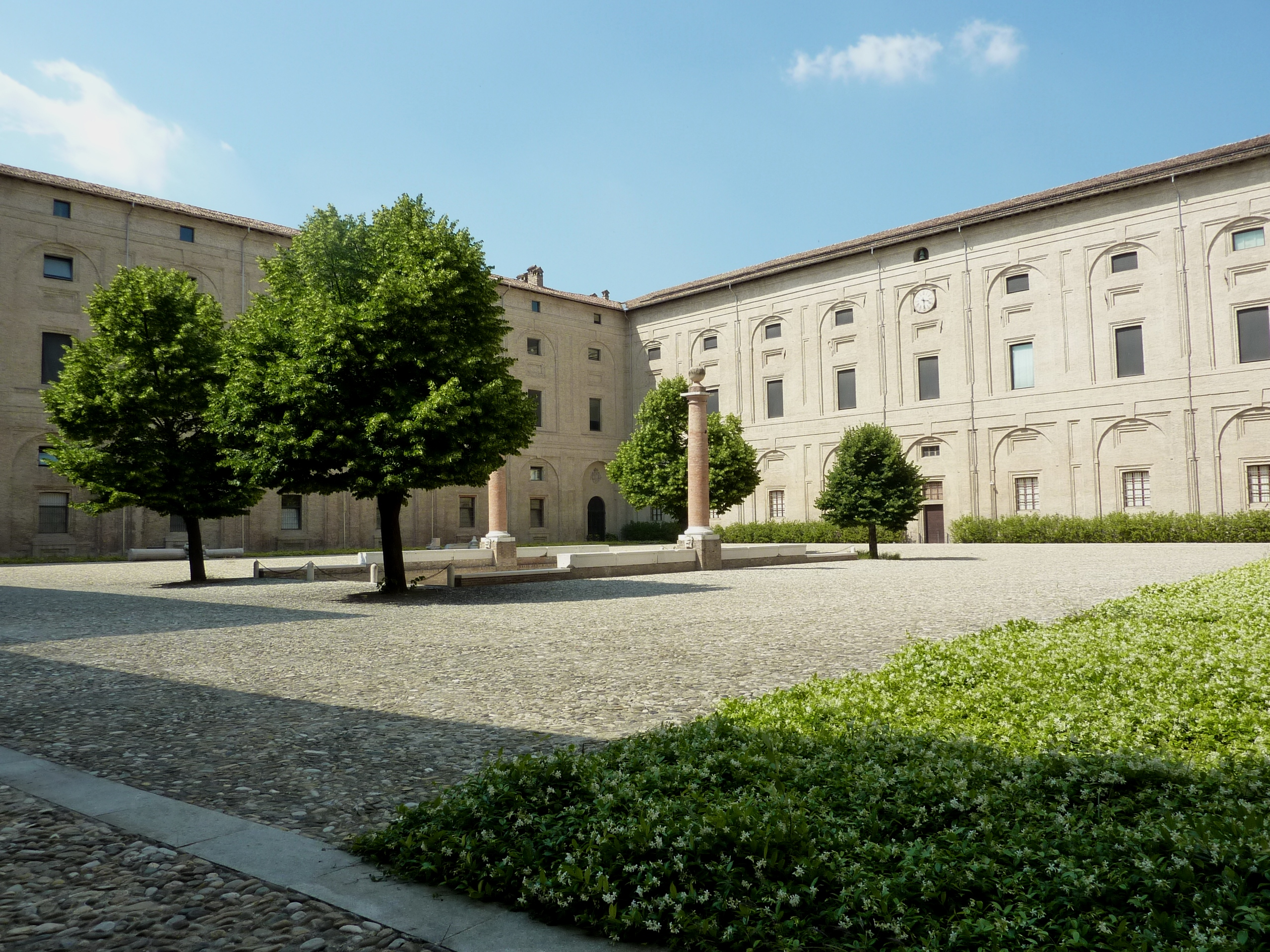
A Guazzatoio udvara
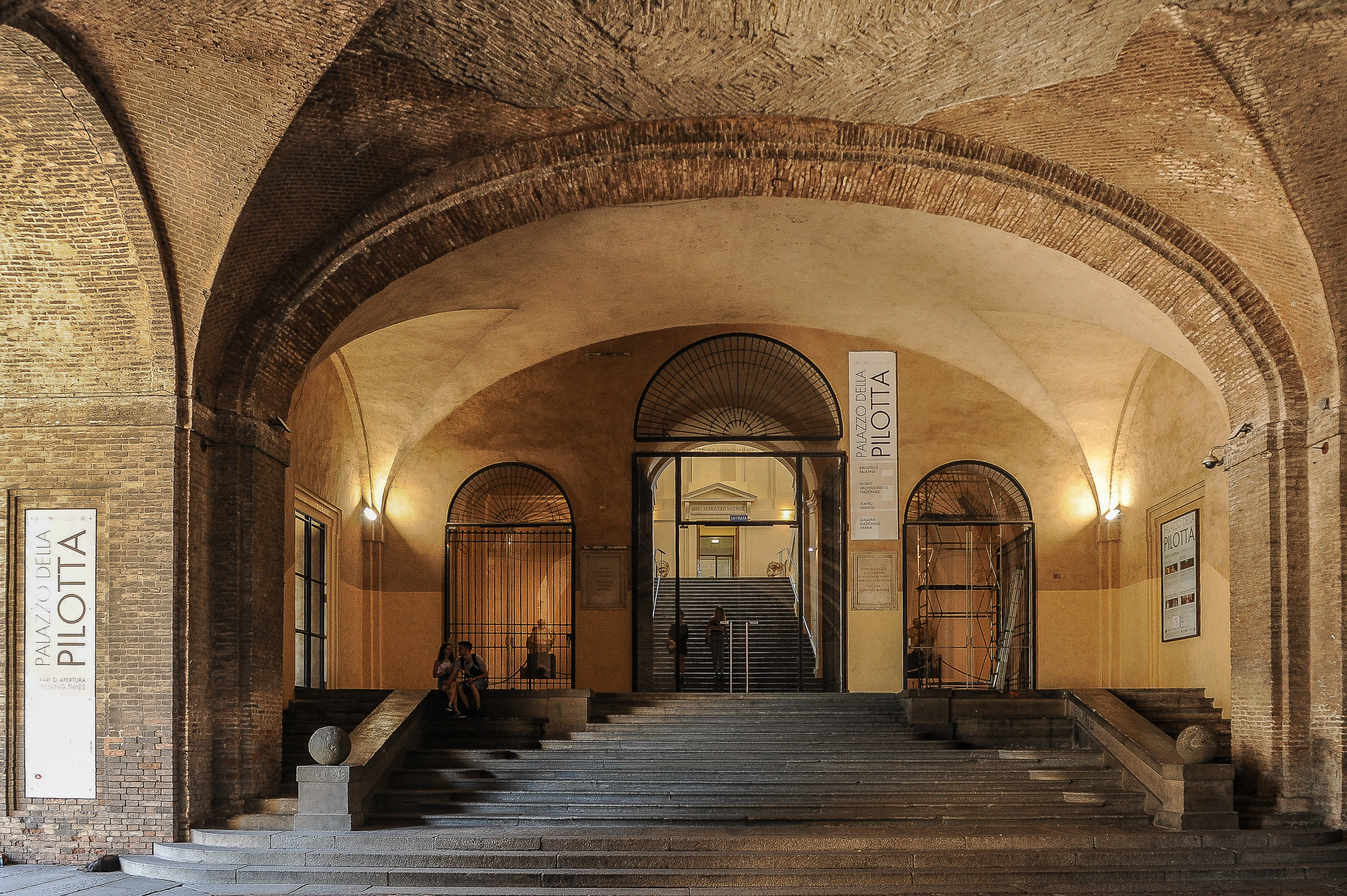
A jellegzetes "Pilotta-boltozatok"
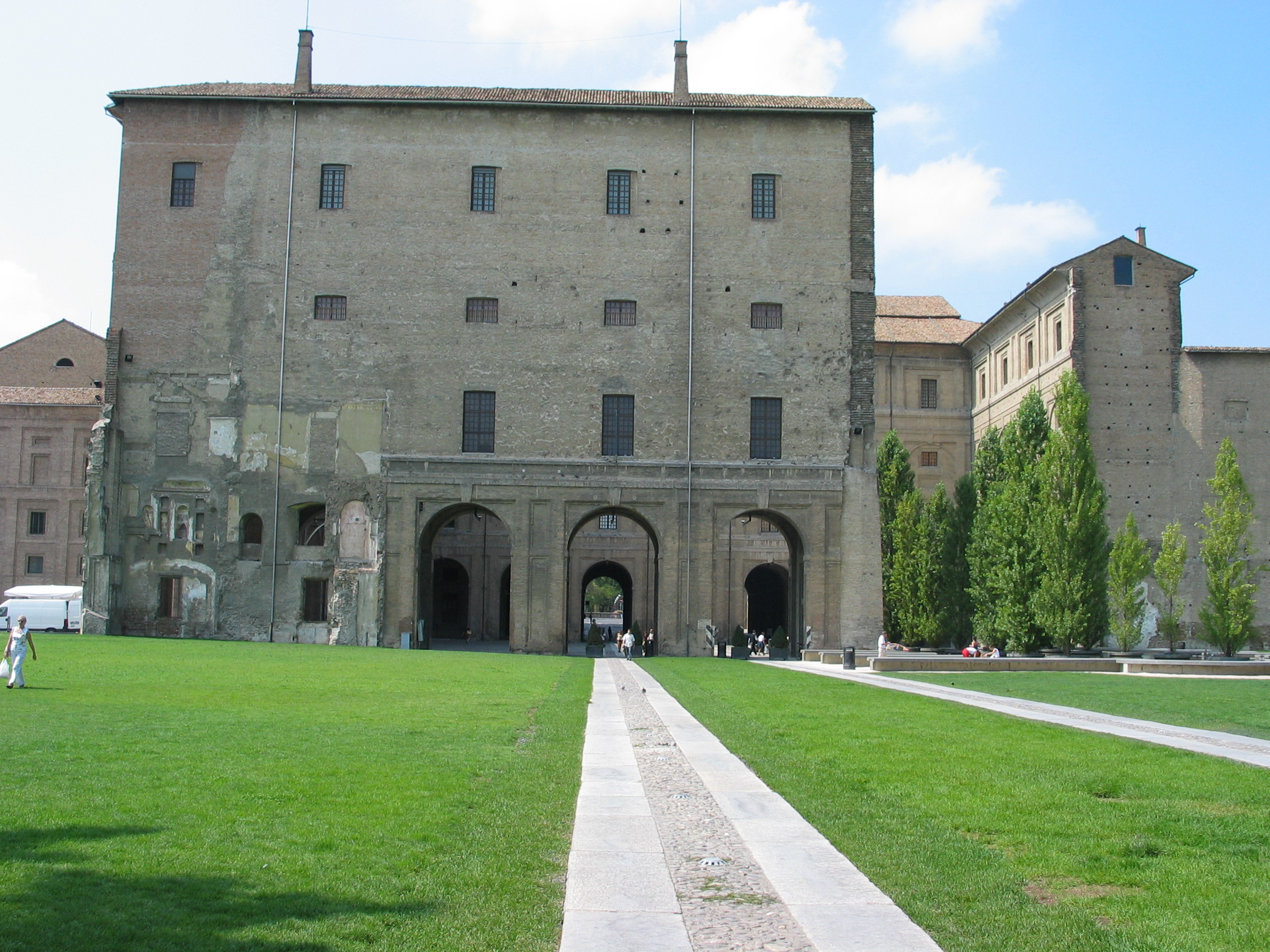
A Via Garibalditól a Palazzo della Pilottáig vezető gyalogutak